# روبرتو فرنانديز
روبرتو فرنانديز (بالإسبانية: Roberto Junior Fernández)‏ (29 مارس 1988 أسونسيون باراغواي - ) هو لاعب كرة قدم باراغواياني يلعب كحارس مرمى.

## روابط خارجية
- روبرتو فرنانديز على موقع الاتحاد الدولي (مؤرشف)  (الإنجليزية)
- روبرتو فرنانديز على موقع قاعدة بيانات كرة القدم.إي يو (الإنجليزية)
- روبرتو فرنانديز على موقع ناشيونال فوتبول تيمز (الإنجليزية)
- روبرتو فرنانديز على موقع Soccerway.com (الإنجليزية)
- روبرتو فرنانديز على موقع عالم كرة القدم.نت (الإنجليزية)